# Кубок Ізраїлю з футболу 1998—1999
Кубок Ізраїлю з футболу 1998–1999 — 60-й розіграш кубкового футбольного турніру в Ізраїлі. Титул вдев'яте здобув Хапоель (Тель-Авів).

## Регламент
Кубкова стадія складається з двох раундів: регіонального та національного, саме з національного раунду (1/16 фіналу) стартують клуби Ліги Леуміт.

## 1/16 фіналу
| Команда 1                     | Рахунок      | Команда 2                    |
| ----------------------------- | ------------ | ---------------------------- |
| 26 лютого 1999                |              |                              |
| Маккабі (Нетанья) (2)         | 0:1          | Хапоель Цафрірім (Холон)     |
| Маккабі (Яффа)                | 1:1 пен. 1:3 | Хапоель (Беер-Шева) (2)      |
| Хапоель (Ашкелон) (2)         | 0:1          | Хапоель (Єрусалим)           |
| Маккабі (Петах-Тіква)         | 2:1          | Маккабі (Кафр-Кана) (2)      |
| 27 лютого 1999                |              |                              |
| Хапоель Бней-Лакхіш (5)       | 1:1 пен. 1:4 | Хапоель (Бейт-Шеан)          |
| Маккабі Бней-Тіра (5)         | 0:6          | Хапоель (Тель-Авів)          |
| Бейтар (Єрусалим)             | 7:0          | Хапоель (Кфар-Шалем) (3)     |
| Маккабі Лазарус (Холон) (3)   | 0:5          | Хапоель (Хайфа)              |
| Бней-Єгуда                    | 1:0          | Шимшон (Тель-Авів) (3)       |
| Хапоель (Тайбе) (2)           | 0:8          | Маккабі (Герцлія)            |
| Хапоель (Петах-Тіква)         | 2:0          | Бейтар (Беер-Шева) (2)       |
| Хапоель (Раанана) (3)         | 1:3 дч       | Маккабі (Тель-Авів)          |
| Хапоель (Рішон-ле-Ціон)       | 3:2          | Хакоах Маккабі Рамат-Ган (2) |
| Хапоель (Мигдаль-ха-Емек) (3) | 0:2          | Маккабі Іроні (Ашдод)        |
| 30 березня 1999               |              |                              |
| Маккабі (Хайфа)               | 6:1          | Хапоель (Бат-Ям) (2)         |
| Хапоель (Кфар-Сава)           | 2:0          | Маккабі (Акре) (2)           |

## 1/8 фіналу
| Команда 1               | Рахунок | Команда 2                |
| ----------------------- | ------- | ------------------------ |
| 9 квітня 1999           |         |                          |
| Хапоель (Єрусалим)      | 1:5     | Хапоель (Кфар-Сава)      |
| 10 квітня 1999          |         |                          |
| Маккабі (Герцлія)       | 5:1     | Хапоель (Бейт-Шеан)      |
| Хапоель (Беер-Шева) (2) | 0:2     | Хапоель (Тель-Авів)      |
| Бней-Єгуда              | 2:0     | Маккабі (Петах-Тіква)    |
| Маккабі (Тель-Авів)     | 0:2     | Хапоель (Петах-Тіква)    |
| Хапоель (Рішон-ле-Ціон) | 2:3     | Бейтар (Єрусалим)        |
| Хапоель (Хайфа)         | 2:0     | Маккабі Іроні (Ашдод)    |
| Маккабі (Хайфа)         | 4:1     | Хапоель Цафрірім (Холон) |

## 1/4 фіналу
| Команда 1             | Рахунок | Команда 2           |
| --------------------- | ------- | ------------------- |
| 27 квітня 1999        |         |                     |
| Хапоель (Петах-Тіква) | 1:0     | Маккабі (Герцлія)   |
| Хапоель (Кфар-Сава)   | 0:3     | Хапоель (Тель-Авів) |
| Бней-Єгуда            | 3:2     | Хапоель (Хайфа)     |
| Маккабі (Хайфа)       | 1:5 дч  | Бейтар (Єрусалим)   |

## 1/2 фіналу
| Команда 1           | Рахунок | Команда 2             |
| ------------------- | ------- | --------------------- |
| 4 травня 1999       |         |                       |
| Хапоель (Тель-Авів) | 2:0     | Хапоель (Петах-Тіква) |
| Бейтар (Єрусалим)   | 4:2     | Бней-Єгуда            |

## Фінал
| 19 травня 1999 |

| Хапоель (Тель-Авів)                 | 1:1 пен. 3:1 | Бейтар (Єрусалим)                  |
| ----------------------------------- | ------------ | ---------------------------------- |
| Тіква 33'                           | Протокол     | Сівілія 6'                         |
|                                     | Пенальті     |                                    |
| - Таль - Цимиротич - Туама - Гершон | 3:1          | - Шандор - Домб - Шаллої - Сівілія |

| Стадіон «Рамат-Ган», Рамат-Ган Глядачів: 33 000 Арбітр: Дані Корен |